# C21H27NO5
化学式C21H27NO5（摩尔质量：373.449 g/mol）可以指以下化合物：
- 莲花宁碱，CAS号：1805-85-2
- 螺虫乙酯，CAS号：203313-25-1

|  | 这个同类索引页列出了具有相同分子式的化学物（即同分異構體）条目。 除非您是有意链接至本页，否则应将相应条目的内部链接指向正确的条目。 |